# الحركة الهوياتية
الحركة الهوياتية أو الهوياتية هي إيديولوجية سياسية قومية أوروبية يمينية متطرفة تؤكد على حق الأوروبيين والشعوب المنحدرة من أصل أوروبي في الثقافة والأراضي التي يُزعم أنها تنتمي حصريًا إليهم. نشأت الحركة في فرنسا وارتكزت على الأفكار الأنطولوجية للفلسفة الألمانية الحديثة، وصيغت أيديولوجيتها من الستينيات فصاعدًا من قبل كتاب مقالات مثل آلان دو بنوا ودومينيك فينر وغيوم فاي ورينود كامو، الذين يعتبرون قادة الحركة الفكريين.
في حين أنه ليس بالضرورة أن تكون الحركة عنصرية، تجادل الحركة بأن أنماطًا معينة من الوجود مألوفة لمجموعات معينة من الناس، وتستند أساسًا إلى أفكار مفكري الثورة الألمانية المحافظة من خلال توجيهات قادة اليمين الأوروبي الجديد. يروج الهوياتيون لمفاهيم مثل القومية الأوروبية الوحدوية، أو المحلية، أو التعددية العرقية، أو إعادة المهاجرين، أو نظرية مؤامرة الاستبدال العظيم، ويعارضون عمومًا العولمة والتعددية الثقافية والإسلام والهجرة المتزايدة نحو أوروبا. وقد تأثروا بالمفاهيم الميتاسياسة لليمين الجديد، ولا يسعون للحصول على نتائج انتخابية مباشرة، بل لإثارة تحولات اجتماعية طويلة الأمد وتحقيق هيمنة ثقافية والتزام شعبي بأفكارهم في نهاية المطاف.
يتبنى بعض الهوياتيين صراحةً أفكار كراهية الأجانب والعنصرية، لكن معظمهم يقصر تصريحاته العامة على لغة أكثر طيعًا. ويعارضون بشدة الاختلاط الثقافي، ويروجون للحفاظ على الكيانات العرقية والثقافية المتجانسة، بشكل عام لاستبعاد المهاجرين من خارج أوروبا وأحفاد المهاجرين. صُنفت الحركة الهوياتية من قبل المكتب الاتحادي الألماني لحماية الدستور في عام 2019 على أنها متطرفة يمينية.
تُعد الحركة أكثر حركة بروزًا في أوروبا، وعلى الرغم من أنها متجذرة في أوروبا الغربية، إلا أنها انتشرت بسرعة أكبر في الجزء الشرقي من القارة من خلال الجهود الواعية لأمثال الكاتب فاي. تملك أيضًا أتباعًا بين القوميين البيض في أمريكا الشمالية وأستراليا ونيوزيلندا. يعتبر مركز قانون الحاجة الجنوبي ومقره الولايات المتحدة العديد من هذه المنظمات مجموعات كراهية.

## الأصل والتطور
يُنظر إلى الأيديولوجية الهوياتية عمومًا على أنها مشتقة من اليمين الجديد وهي حركة فلسفية فرنسية يمينية متطرفة أنشئت في الستينيات لملاءمة السياسات التقليدية والتعددية العرقية وغير الليبرالية مع السياق الأوروبي ما بعد الحرب العالمية الثانية وتنأى بنفسها عن الأشكال السابقة لليمين المتطرف مثل الفاشية والنازية، وذلك بشكل أساسي من خلال مشروع القومية الأوروبية الوحدوية.
وصِف اليمين الجديد على نطاق واسع بأنه محاولة فاشية جديدة لإضفاء الشرعية على أفكار اليمين المتطرف في الطيف السياسي، وفي بعض الحالات لإعادة تدوير الأفكار النازية. وفقًا لعالم السياسة ستيفان فرانسوا، فإن الاتهام الأخير، على الرغم من أهميته من نواحٍ معينة، فإنه [يظل] غير مكتمل، لأنه يتجنب (عن قصد) المراجع الأخرى، وأبرزها العلاقة البدائية بالثورة المحافظة الألمانية. تقلص البروز الأصلي للنواة الفرنسية الأصلية تدريجيًا، وبدأ سديم من الحركات المماثلة التي جُمعت تحت مصطلح اليمين الأوروبي الجديد في الظهور عبر القارة. من بين تلك الحركات اليمين الجديد الذي صاغه الكاتب أرمين موهلر، واستوحاه أيضًا إلى حد كبير من ثورة المحافظين في جمهورية فايمار، ومصدر أيديولوجي آخر للحركة الهوياتية. وبالتالي، اقتُرحت روابط بين النظرة العالمية لمارتن سيلنر، أحد أكبر الشخصيات في الحركة، ونظريات مارتن هايدجر وكارل شميت. وبالمثل، ادعى دانيال فرايبرغ، الرائد الهوياتي، تأثره بإرنست يونغر ويوليوس إيفولا.
من خلال مركز الأبحاث الخاص بهم، غريس (مجموعة البحث والدراسة للحضارة الأوروبية)، استهدفت شخصيات اليمين الجديد مثل آلان دو بنوا وغوليام فاي تقليد المفاهيم الميتاسياسة الماركسية وتكتيكات الهيمنة الثقافية، والنزعة التحريضية والدخولية، والتي، وفقًا لهم، سمحت للحركات اليسارية باكتساب هيمنة ثقافية وأكاديمية من النصف الثاني من القرن العشرين فصاعدًا. تُعد الحركة معاديةً للتعددية الثقافية والليبرالية، وعلى الرغم من أنها ليست بالضرورة عنصرية، إلا أنها عنصرية لأنها تحدد الأوروبيين كعرق. يُشار عمومًا إلى حركة نيو فولكيش الأرض والناس، التي تأسست في عام 1995 من قبل بيير فيال وجان هادري وجان مابير، على أنها مقدمة للحركة الهوياتية. يُعد دومينيك فينر ومجلته يوروب أكشن، التي تبنت الشكل الجنيني لليمين الجديد جنبًا إلى جنب مع كتابات سانت لوب، من الأسباب التي أدت أيضًا إلى ظهور الحركة، من خلال إعادة تعريف فكرة القومية الأوروبية عن الأمة البيضاء بدلاً من الدولة القومية.
في أوائل القرن الحادي والعشرين، أثرت أفكارهم على حركات الشباب في فرنسا من خلال مجموعات مثل شباب الهوية (تأسست عام 2002) وجبهة الهوية (تأسست عام 2003). صدرت الحركات الفرنسية أفكارها إلى دول أوروبية أخرى، محولة نفسها إلى حركة لعموم أوروبا لمجموعات الهوية غير المترابطة. في عقد 2000 وعقد 2010، قدم المفكرون بقيادة رينوج كامو وغوليام فاي جنبًا إلى جنب مع أعضاء كارفور دو لورد فكرة الاستبدال العظيم والهجرة كمفاهيم محددة في الحركة.

## الأيديولوجيا

### التعريف
يمكن تعريف الهوياتية من خلال معارضتها للعولمة والتعددية الثقافية والإسلام والهجرة من خارج أوروبا؛ ومن خلال دفاعها عن التقاليد والقومية الأوروبية والتجانس الثقافي داخل دول أوروبا. وصف العلماء جوهر الهوياتية على أنها رد فعل ضد المثل العليا لحركة عام 68، التي جسدها جيل طفرة المواليد وهيمنتهم الليبرالية اليسارية المتصورة على المجتمع، والتي يطلقون عليها أحيانًا الماركسية الثقافية.
وفقًا للفيلسوف بيير أندريه تاغوييف، تشترك الحركات الحزبية الهوياتية عمومًا في السمات التالية: الدعوة إلى شعب أصيل وعاقل، يدعي القائد أنه يجسده ضد نخب غير شرعية أو غير جديرة؛ والدعوة إلى قطيعة مطهرة مع النظام الحالي المزعوم الفاسد، والذي تحقق جزئيًا من خلال تطهير المنطقة من العناصر التي يُنظر إليها على أنها غير قابلة للاستيعاب لأسباب ثقافية، والمسلمين على وجه الخصوص. على خطى بييرو إجنازي، صنف تاغييف تلك الحركات الحزبية على أنها يمينية متطرفة جديدة ما بعد صناعية، متمايزة عن اليمين المتطرف التقليدي. إن هدفهم النهائي هو الدخول في السياسة السائدة، كما يجادل تاغييف، على أنهم ما بعد فاشيين بدلاً من كونهم فاشيين جدد، وأنهم ما بعد نازيين بدلاً من كونهم نازيين الجدد.

### الميتاسياسة
متأثرًا بمفهوم الميتاسياسة للفيلسوف الماركسي أنطونيو غرامتشي ومن خلال اليمين الجديد، لا يسعى الهوياتيون إلى تحقيق نتائج انتخابية مباشرة بل للتأثير على النقاش السياسي الأوسع في المجتمع. عُرفت الميتاسياسة من قبل منظّر اليمين الجديد غوليتم فاي على أنه الانتشار الاجتماعي للأفكار والقيم الثقافية من أجل إثارة تحول سياسي عميق وطويل الأمد. في عام 2010، أنشأ دانيال فريبيرغ دار النشر أركتوس ميديا، والتي نمت منذ ذلك التاريخ باعتبارها مهيمنًا عالميًا بلا منازع في نشر مؤلفات اليمين الجديد باللغة الإنجليزية. ومع ذلك فقد تنافست بعض الأحزاب الهوياتية في الانتخابات، كما هو الحال في فرنسا أو في كرواتيا، ولكن دون نجاح حتى الآن.
تتمثل الإستراتيجية الرئيسية لحركة الهوياتية في جذب اهتمام إعلامي كبير من خلال احتلال الأماكن العامة الشعبية بشكل رمزي، وغالبًا ما يكون ذلك بحفنة من المليشيات. حدث أكبر إجراء حتى الآن، بعنوان الدفاع عن أوروبا، في عام 2017. بعد التعهيد الجماعي بأكثر من 178 ألف دولار، حدد متشددو الهوياتية سفينةً في البحر الأبيض المتوسط لنقل المهاجرين الذين أنقذوا إلى إفريقيا، ومراقبة أي توغلات من قبل سفن المنظمات غير الحكومية الأخرى في المياه الليبية، وإبلاغ خفر السواحل الليبي عنهم. في هذه الحالة، تعرضت السفينة لعطل في المحرك واضطرت سفينة أخرى إلى إنقاذها من إحدى المنظمات غير الحكومية التي تنقذ المهاجرين.
غالبًا ما تستخدم حركات الهوياتية الأوروبية حرف لامدا الإغريقي بلون أصفر رمزًا لها، مستوحاة من اللافتة المرسومة على دروع الجيش الإسبرطي لإحياء ذكرى معركة ثيرموبيل القديمة.